# Guido De Rosso

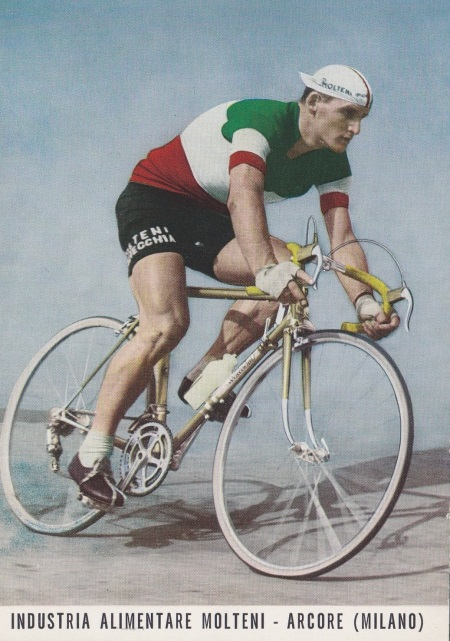
Guido De Rosso 1955

Guido De Rosso (* 28. September 1940 in Farra di Soligo) ist ein ehemaliger italienischer Radrennfahrer und nationaler Meister im Radsport.
1961 gewann Guido De Rosso die Tour de l’Avenir. Im Jahr darauf wurde er Profi und einer der stärksten italienischen Radrennfahrer der 1960er Jahre. 1962 siegte er bei der Tour de Romandie, im Jahr darauf beim Giro del Trentino. 1963 gewann er den Giro del Ticino und wurde er Siebter der Lombardei-Rundfahrt. 1964 wurde er italienischer Meister im Straßenrennen; 1964 und 1965 gewann er den Gran Premio Beghelli und den Trofeo Matteotti sowie 1964 die Coppa Placci. 1966 belegte er Platz zwölf bei Mailand–Sanremo, Platz 14 bei Paris–Roubaix und Platz 16 bei Lüttich–Bastogne–Lüttich. 1966 gewann er den Giro di Campania. 1967 entschied er die Piemont-Rundfahrt für sich.
Sechsmal startete De Rosso beim Giro d’Italia: 1963 wurde er Vierter der Gesamtwertung, 1964 Dritter. Bei der Tour de France 1965 wurde er Siebter. Dreimal startete er zudem bei UCI-Straßen-Weltmeisterschaften. Als Berufsfahrer konnte er in seiner Laufbahn vierzehn Siege erringen. 1969 beendete Guido De Rosso seine Radsportlaufbahn, nachdem er zwei Saisons erfolglos im Faema-Team mit Eddy Merckx gefahren war.